# Chuck Rock II: Son of Chuck
Chuck Rock II: Son of Chuck (o Chuck Rock 2: Son of Chuck su alcune copertine) è un videogioco a piattaforme a scorrimento orizzontale, ambientato in una preistoria caricaturale, sviluppato e pubblicato dalla Core Design nel 1993 per Amiga. Ne vennero realizzate edizioni per Amiga CD32, Game Gear, Sega Mega CD, Sega Master System e Sega Mega Drive.
È il sequel di Chuck Rock e stavolta si controlla il figlio piccolo del cavernicolo del primo episodio. Il successivo e ultimo seguito fu BC Racers, un simulatore di guida.

## Trama
Il gioco si svolge poco tempo dopo la fine del primo videogioco. Dopo che Chuck Rock salvò la sua compagna, Ophelia Rock, da Gary Gritter, i due coniugi preistorici ebbero un figlio che chiamarono Chuck Junior. Il giocatore dovrà controllare proprio Chuck Junior nell'impresa di salvare il padre, che è diventato un importante imprenditore nel settore dell'automobile (automobili preistoriche, realizzate in pietra), ed è stato rapito dalla concorrenza.